# مسجد حاجی هیبت
مسجد حاجی هیبت (ترکی آذربایجانی: Hacı Heybət məscidi) یکی از مساجد شهر باکو پایتخت جمهوری آذربایجان است. این مسجد تاریخی متعلق به سده هجدهم میلادی است و بخشی از شهر قدیمی (ایچری‌شهر) به‌شمار می‌آید و در خیابان کیچیک‌قلعه (قلعه کوچک) جای دارد.

## تاریخچه
این مسجد در سال ۱۷۹۱ میلادی (۱۲۰۶ تقویم هجری) ساخته شده‌است. این بنا توسط معمار حاجی هیبت امیر علی اوغلو ساخته شده‌است.

## ویژگی‌های معماری
این مسجد کوچک است و در ردیف مسجدهای محله‌ای به‌شمار می‌آید. طرح کلی این مسجد به‌صورت چهارضلعی است. این مسجد شامل یک دهلیز مربع‌شکل، یک اتاق خدمات و یک اتاق عبادت با چندین طاقچه است.
ساختار معماری-سازنده مسجد به سبک محلی است. این مسجد همچنین از گنبدهای سنگی و طاق‌های نوک‌تیز تشکیل شده‌است. ورودی ساده تزیین‌شده با کتیبه‌های تاجی و نقاشی با موضوعات قرآن و اطلاعات مربوط به معمار این بنا نشان‌دهنده ارزش مسجد است. در بخش درونی اتاق عبادت، در یکی از گوشه‌ها، مزار معمار و همسرش وجود دارد.

## نگارخانه

نماهایی گوناگون از مسجد
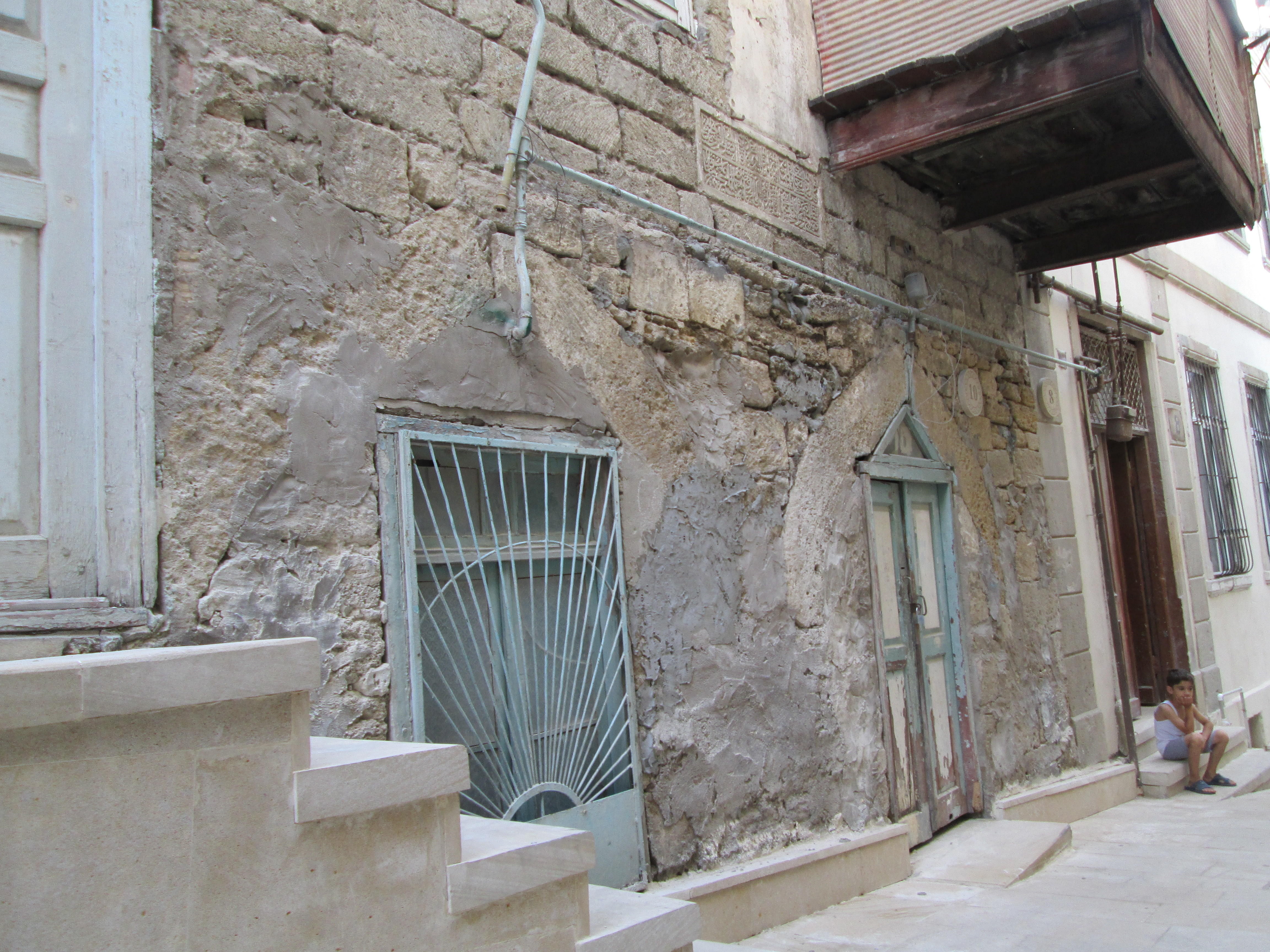
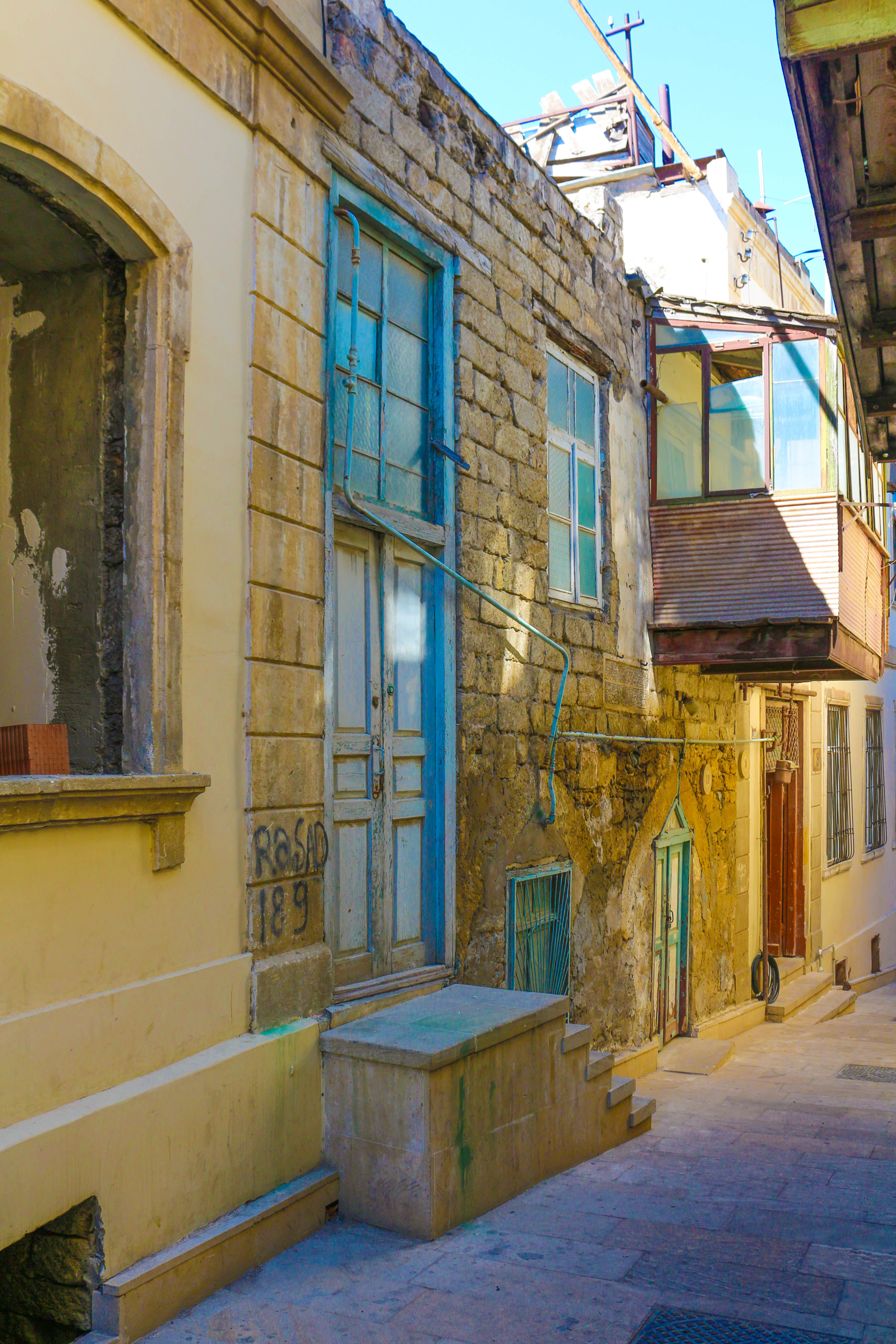
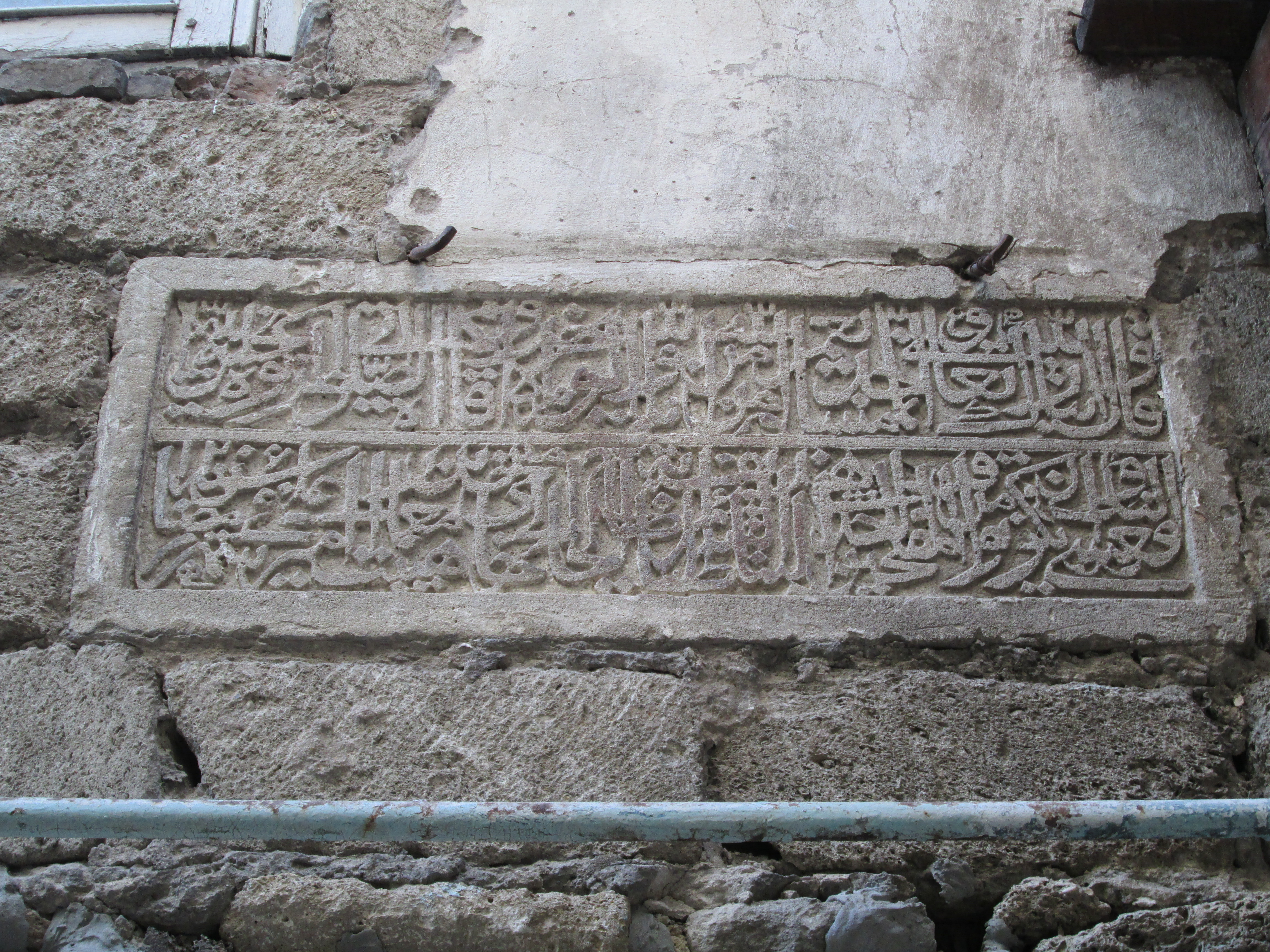
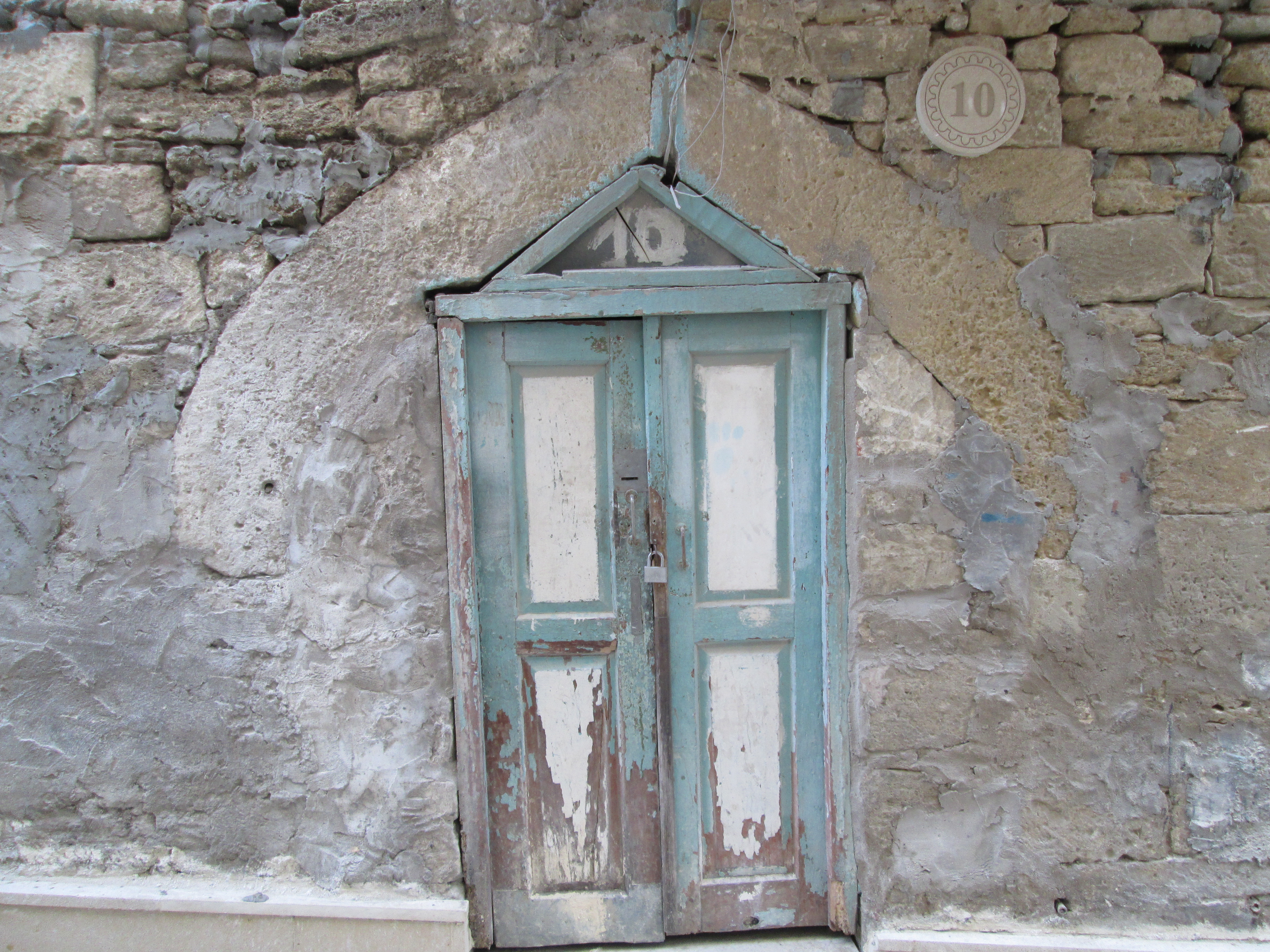